# Katalog Collindera

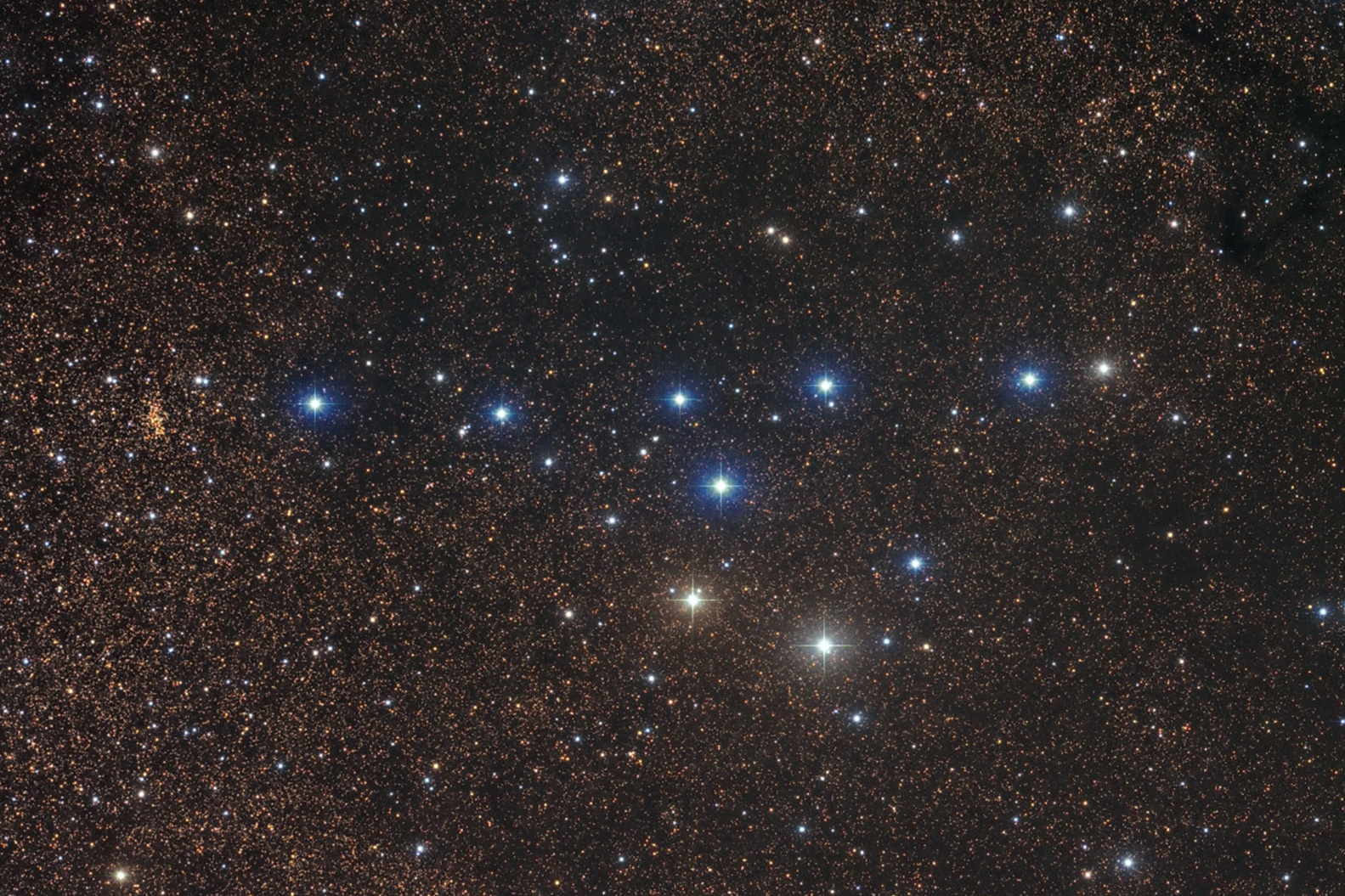
Obraz asteryzmu z katalogu Collindera

Katalog Collindera – astronomiczny katalog gromad otwartych utworzony przez szwedzkiego astronoma Pera Collindera. Został opublikowany w 1931 roku jako uzupełnienie książki Collindera "On structural properties of open galactic clusters and their spatial distribution". Obiekty katalogu są oznaczone jako Coll + numer katalogowy lub Cr + numer katalogowy, np. "Coll 399" lub "Cr 399". W swoich badaniach gromad otwartych Per Collinder oparł się głównie na New General Catalogue. Katalog ten składa się z 471 obiektów. Obiekty w katalogu zostały ułożone według rosnącej rektascensji. Pozycje od 463 do 471 zostały dopisane już po utworzeniu głównej części katalogu.
Niektóre ważniejsze obiekty z katalogu:
- Collinder 14
- Collinder 24 (h Persei)
- Collinder 25 (χ Persei)
- Collinder 42 (Plejady)
- Collinder 50 (Hiady)
- Collinder 256
- Collinder 285 – jedna z najbliższych gromad gwiazd
- Collinder 341
- Collinder 399 – w rzeczywistości asteryzm